# Flaga Hongkongu
Flaga Hongkongu – ustanowiona 1 lipca 1997. Proporcje wymiarów flagi wynoszą 2:3.

## Symbolika
Stylizowany kwiat bauhinii symbolizuje ludność regionu. Pięć gwiazd odpowiada pięciu gwiazdom na fladze Chińskiej Republiki Ludowej i oznacza, że Hongkong jest nieodłączną częścią Chińskiej Republiki Ludowej.
Gdy Hongkong był kolonią Wielkiej Brytanii w kantonie jego flagi znajdował się Union Jack, symbolizujący zależność od metropolii. Tło było granatowe, a na nim umieszczono herb Hongkongu.

Flaga Hongkongu 1871–1876
Flaga Hongkongu 1876–1955
Flaga Hongkongu 1955–1959
Flaga Hongkongu 1959–1997

### Czarna Bauhinia[1]
W 2019 r. w związku z protestami przeciwko ekstradycji, powstała nieoficjalna odmiana flagi, w której kwiat pojawia się na czarnym tle, a w niektórych wersjach z uschniętymi i\lub zakrwawionymi płatkami, pojawiła się jako symbol buntu i protestu. Został powszechnie zidentyfikowana jako Czarna Bauhinia.

Czarna Bauhinia
wersja bez gwiazd
wersja z uschniętymi płatkami